# Piazzali
Piazzali é uma comuna francesa na região administrativa de Córsega, no departamento da Alta Córsega. Estende-se por uma área de 0,7 km². 